# ウィリン (リトル・フィートの曲)
「ウィリン」 (Willin') は、 ローウェル・ジョージがリトル・フィートの結成前に書いた曲。 バンドは1971年のアルバム『リトル・フィート・ファースト』で曲を公開し、同作ではジョージとライ・クーダーのツイン・ギター編成で録音された。その後、1972年のアルバム『セイリン・シューズ』に収められた、より遅いテンポのセルフカバーが広く知られることとなった。 この歌はトラックドライバーがツーソン (アリゾナ州)からトゥクムカリ（ニューメキシコ）、テハチャピ（カリフォルニア）からトノパへと旅する物語であり、トラックドライバーにとっての国歌となった 。
フランク・ザッパは、ジョージがマザーズ・オブ・インヴェンションの歌として「ウィリン」のデモを歌うのを聞き、ジョージに自分のバンドを結成することを提案した。

## カバー
Seatrainは、彼らの名を冠した1970年のアルバムでこの曲（「I'm Willin」というタイトル）をカバーした。 
リンダ・ロンシュタットは1974年のアルバム『悪いあなた』にこの曲のカバーを収録している。ロンシュタットによるカバーバージョンは、1989年のジェームズ・キャメロン監督映画『アビス』で使用された。 
Phil Pritchettはこの曲をコーディ・カナダとデュエットして2002年のアルバム「Tougher Than the Rest」に収録した。 
ジャクソン・ブラウンは2016年のショータイムTVシリーズ「Roadies」の番組内バンドLuciusでこの曲をカバーした。 
グレッグ・オールマンは2017年にリリースされた最後のアルバム Southern Blood で「ウィリン」を取り上げた。 
バーズは、1970年の『（タイトルのないアルバム）』のセッション中にこの歌を録音し、同年ライブでも演奏した。 スタジオ版は『（タイトルのないアルバム）』の再発行のボーナストラックとして含まれており、ライブ版は『バーズ・ボックスセット』に含まれている。 
バーズのメンバーだったGene Parsonsは 1973年のソロアルバム Kindling で自分のバージョンを録音した。 
ボブ・ディランはこの歌をライブで演奏することで知られている。